# 최나경
최나경(1981년 11월 16일 ~ )은 대한민국의 배우이다.

## 개요
그녀는 보조 출연자 아르바이트로 드라마 등에 출연하다 MBC 드라마 《동이》에서 감찰궁녀로 극중 감찰상궁 역의 임성민의 뒤에서 있던 모습이 티베트 여우와 닮았다고 해서 누리꾼들로부터 티벳 궁녀, 티벳 발레리나 등 불리며 많은 패러디가 만들어지면서 화제가 되었다. 후에 시트콤 《몽땅 내사랑》에 캐스팅되면서 정식 배우로 데뷔하였다.

그러나 몽땅 내사랑 이후 다른 캐스팅을 계속 거절하면서 연기자로서의 일이 끊겼고 결국 수백만원의 빚이 생기는 등의 생활고에 시달렸다. 그래서 최나경은 하는 수 없이 일반 직장에 취직하기 위해 이력서를 냈으나 면접에서 계속 탈락했다. 최나경이 면접을 보러 갈때마다 면접관은 최나경에게 아예 연예인이 여기 왜왔어?라는 질문을 하며 탈락시켰다.
결국 취업에 실패한 최나경은 다시 연기자가 되기 위해 준비했었다. 하지만 이도 저도 제대로 되지 않아 결국 시골로 낙향했으며 근황올림픽 인터뷰 마저 거절했다.

## 출연작

### 드라마
- 《동이》 : 감찰상궁 역
- 《황금물고기》 : 발레리나 역(이상 보조 출연.)
- 《몽땅 내사랑》 : 정궁년 역(이상 MBC, 2010년.)

### 영화
- 《청춘학당: 풍기문란 보쌈 야사》 (2014년) - 묘령 역

### CF
- 바비펫 화장품